# Jüdische Trauerhalle (Břeclav)

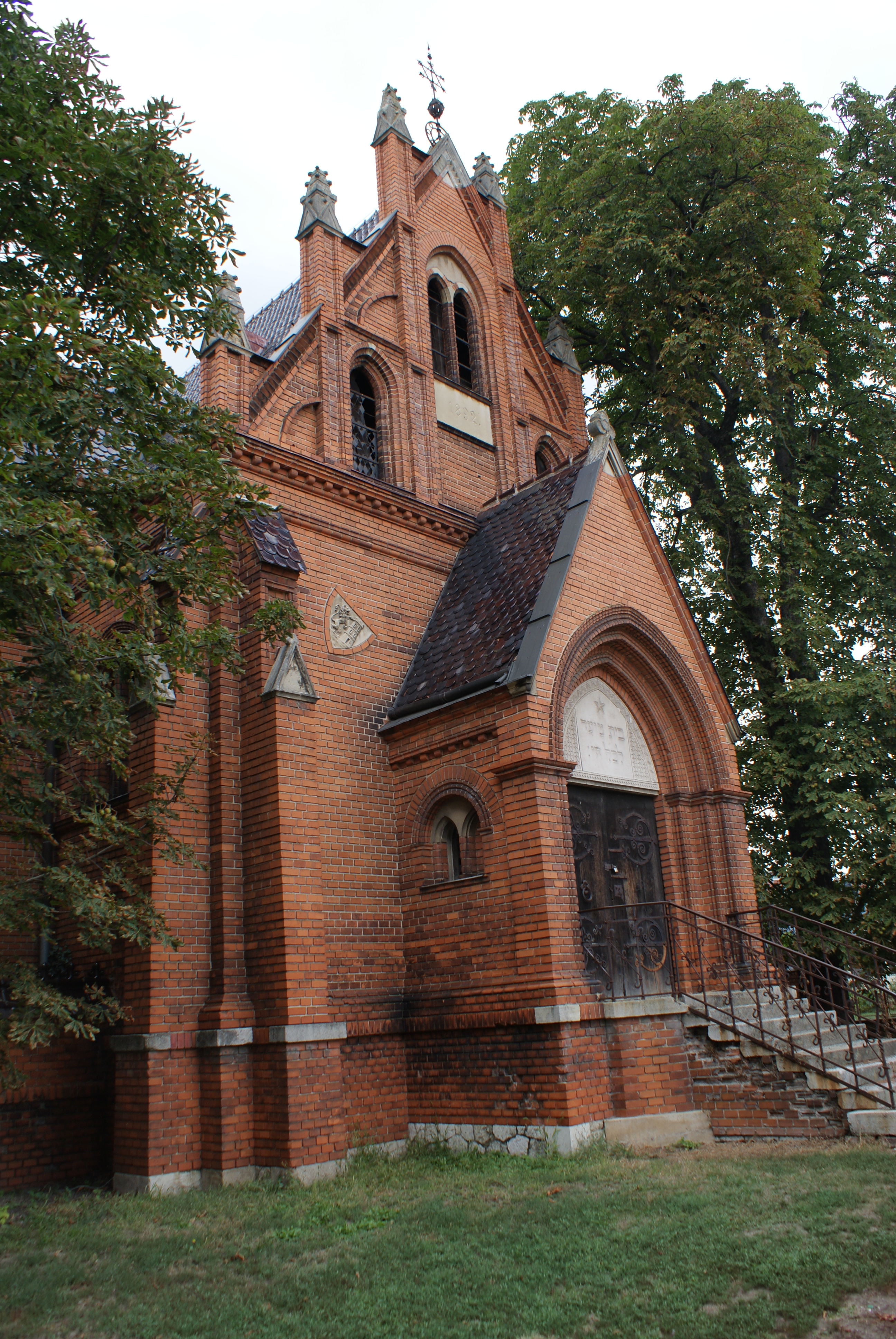
Trauerhalle auf dem jüdischen Friedhof in Břeclav

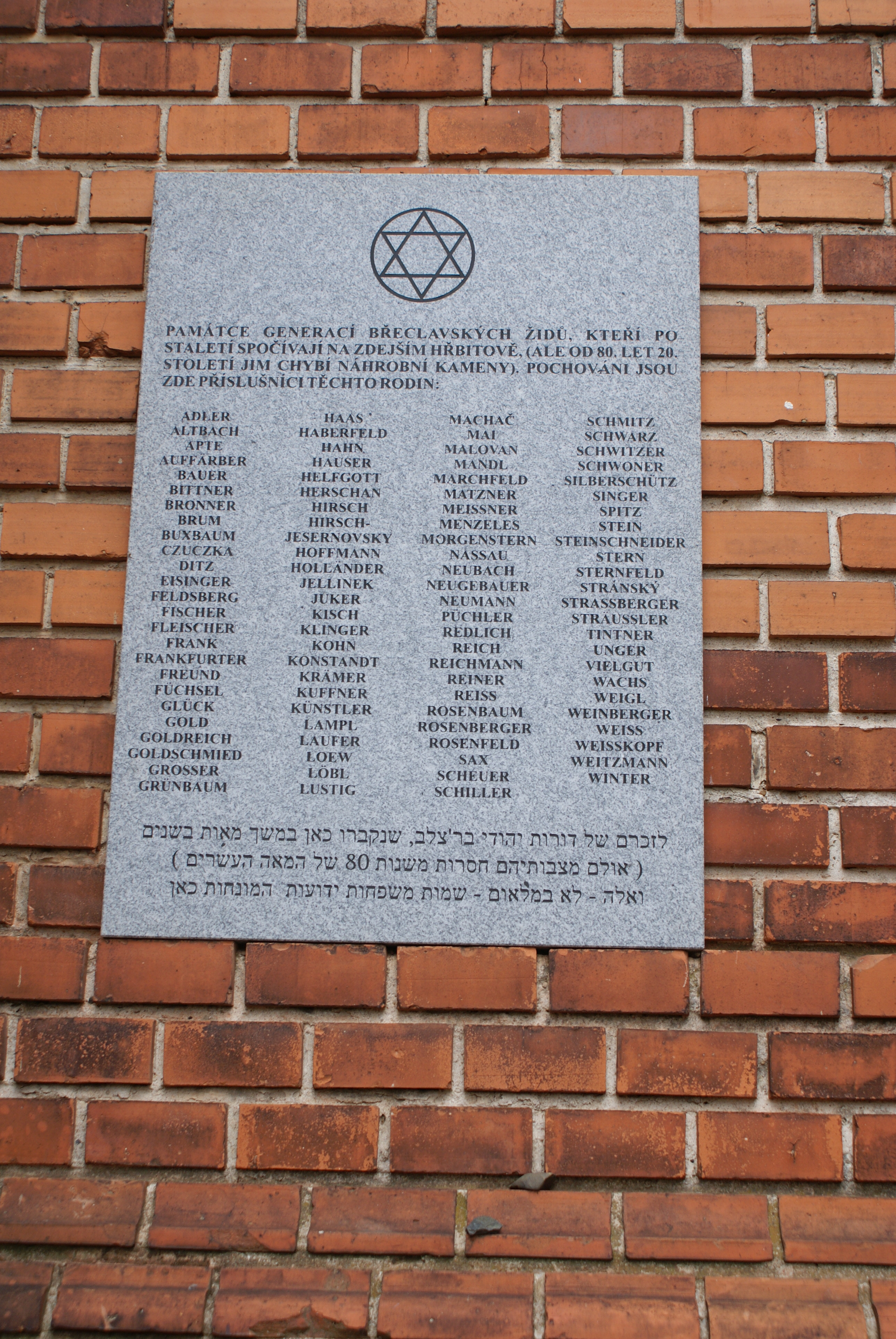
Gedenktafel

Die Jüdische Trauerhalle in Břeclav (deutsch Lundenburg), einer südmährischen Stadt in Tschechien, wurde 1892 errichtet. Die Trauerhalle ist als Teil des Jüdischen Friedhofs in Břeclav seit 1988 ein geschütztes Kulturdenkmal.
Die Trauerhalle im Stil der Neugotik aus Backsteinmauerwerk vermittelt den Eindruck einer christlichen Kirche, wie sie in vielen Ländern Europas im 19. und Anfang des 20. Jahrhunderts gebaut wurden.